# بخش هندمینی
بخش هندمینی، یکی از بخش‌های شهرستان بدره در استان ایلام ایران است. مرکز این بخش، شهر چشمه شیرین است.

## مردم
مردم این بخش از طایفه لر هندمینی می باشند و به زبان لری سخن می گویند.

## تقسیمات کشوری
- بخش هندمینی
  - دهستان زرانگوش
  - دهستان هندمینی

شهر:چشمه شیرین

## جمعیت
بر پایه سرشماری عمومی نفوس و مسکن در سال ۱۳۹۵، جمعیت بخش هندمینی برابر با ۶٬۹۰۶ نفر بوده‌است.